# Liste des dames, comtesses et duchesses de Montpensier
Cet article dresse la liste des comtesses puis duchesses de Montpensier, de plein droit ou par mariage.

## Famille de Beaujeu (1189-1308)
| Nom (dates)                      | Époux                                                            | Titres                                                                                         | Eléments biographiques |
| -------------------------------- | ---------------------------------------------------------------- | ---------------------------------------------------------------------------------------------- | --- |
| Sibylle de Hainaut (1179-1217)   | - Guichard IV de Beaujeu (mariage en 1197)                       | - Dame de Montpensier et de Beaujeu (1197-1216)                                                | - Princesse de la Maison de Flandre. Fille de Baudouin V de Hainaut et de Marguerite d'Alsace. - Mère d'Humbert V de Beaujeu et de Guichard de Beaujeu-Montpensier.             |
| Catherine d'Auvergne (1212-1245) | - Guichard de Beaujeu-Montpensier (mariage en 1226)              | - Dame de Montpensier (1226-1245)                                                              | - Princesse de la Maison d'Auvergne. Fille de Guillaume VIII d'Auvergne et d'Isabelle de Montluçon. - Mère d'Humbert de Beaujeu, d'Héric de Beaujeu et de Guillaume de Beaujeu. |
| Isabelle de Mello                | - Guillaume III de Joigny - Humbert de Beaujeu (mariage en 1276) | - Comtesse de Joigny (?-1261) - Dame de Montpensier (1276-1285)                                | - Princesse de la Famille de Mello. Petite-fille de Guillaume Ier de St-Bris. - Mère de Jeanne de Beaujeu.                                                                      |
| Jeanne de Beaujeu (?-1308)       | - Jean II de Dreux (mariage en 1292)                             | - Dame de Montpensier (de plein droit, 1285-1308) - Comtesse de Dreux et de Braine (1292-1308) | - Princesse de la Famille de Beaujeu. Fille d'Humbert de Beaujeu et d’Isabelle de Mello. - Mère de Robert V de Dreux, de Jean III de Dreux et de Pierre Ier de Dreux.           |

## Maison capétienne de Dreux (1308-1346)
| Portrait | Nom (dates)                     | Époux                                                                         | Titres | Eléments biographiques |
| -------- | ------------------------------- | ----------------------------------------------------------------------------- | --- | --- |
|          | Marie d'Enghien (?-1378)        | - Robert V de Dreux (mariage en 1321) - Robert II de Pierrepont               | - Comtesse de Dreux et dame de Montpensier (1321-1329) - Comtesse de Braine (1321-1325) - Comtesse de Roucy (1246-1364) | - Princesse de la Maison d'Enghien. Fille de Gautier II d'Enghien et de Yolande de Flandres.                                                                         |
|          | Ida de Rosny (?-1375)           | - Jean III de Dreux (mariage en 1329) - Mathieu III de Trie (mariage en 1332) | - Comtesse de Dreux et dame de Montpensier (1329-1331) - Dame d'Araines et de Vaumain (1332-1344)                       | - Princesse de la Maison de Rosny. Fille de Guy II de Rosny et de Laure de Ponthieu.                                                                                 |
|          | Isabeau de Melun (1328-1389)    | - Pierre Ier de Dreux (mariage en 1341) - Jean d'Artois (mariage en 1352)     | - Comtesse de Dreux et dame de Montpensier (1341-1345) - Comtesse d'Eu (1352-1387)                                      | - Princesse de la Maison de Melun. Fille de Jean Ier de Melun et d'Isabelle d'Antoing. - Mère de Jeanne Ire de Dreux, de Robert IV d'Artois et de Philippe d'Artois. |
|          | Jeanne Ire de Dreux (1345-1346) |                                                                               | - Comtesse de Dreux et dame de Montpensier (de plein droit, 1345-1346)                                                  | - Princesse de la Maison capétienne de Dreux. Fille de Pierre Ier de Dreux et d'Isabeau de Melun.                                                                    |

## Maison de Ventadour (1346-1384)
| Nom (dates)           | Époux                     | Titres                                                                                | Eléments biographiques                                                                                               |
| --------------------- | ------------------------- | ------------------------------------------------------------------------------------- | --- |
| Marguerite de Brienne | - Bernard II de Ventadour | - Vicomtesse puis comtesse de Ventadour (1329-1389) - Dame de Montpensier (1346-1384) | Princesse de la Maison de Brienne. Fille de Robert de Brienne et de Marie de Châtelais. Mère de Robert de Ventadour. |

## Maison de Valois (1386-1434)
| Portrait | Nom (dates)                      | Époux | Titres | Eléments biographiques | Armoiries |
| -------- | -------------------------------- | --- | --- | --- | --------- |
|          | Catherine de France (1378-1388)  | - Jean de Berry (mariage en 1386)                                                                                              | - Comtesse de Montpensier (1386-1388) | - Princesse de la Maison de Valois. Fille de Charles V de France et de Jeanne de Bourbon. |           |
|          | Anne de Bourbon (1380-1408)      | - Jean de Berry (mariage en 1390) - Louis VII de Bavière (mariage en 1402)                                                     | - Comtesse de Montpensier (1390-1397) | - Princesse de la Maison de Bourbon-La Marche. Fille de Jean Ier de Bourbon-La Marche et de Catherine de Vendôme. - Mère de Louis VIII de Bavière.                                           |           |
|          | Jeanne II d'Auvergne (1378-1424) | - Jean de Berry (mariage en 1390) - Georges Ier de la Trémoille (mariage en 1416)                                              | - Duchesse de Berry et d'Auvergne, comtesse de Poitiers (1390-1416) - Comtesse de Montpensier (1397-1416) - Comtesse d’Étampes (1400-1416) - Comtesse d'Auvergne et de Boulogne (de plein droit, 1404-1424) - Comtesse de Guînes (1416-1424)                                                                          | - Princesse de la Maison d'Auvergne. Fille de Jean II d'Auvergne et d'Aliénor de Comminges.                                                                                                  |           |
|          | Marie de Berry (1375-1434)       | - Louis III de Blois-Châtillon (mariage en 1386) - Philippe d'Artois (mariage en 1393) - Jean Ier de Bourbon (mariage en 1400) | - Comtesse de Dunois (1386-1391) - Comtesse d'Eu (1393-1397) - Comtesse de Clermont (1400-1410) - Duchesse de Bourbon, baronne de Roannais, dame de Beaujeu (1410-1434) - Duchesse d'Auvergne et comtesse de Montpensier (de plein droit, 1416-1434) - Comtesse de Forez (1417-1434) - Régente de Bourbon (1421-1427) | - Princesse de la Maison de Valois. Fille de Jean de Berry et de Jeanne d'Armagnac. - Mère de Charles d'Artois, de Bonne d'Artois, de Charles Ier de Bourbon et de Louis Ier de Montpensier. |           |

## Première maison de Bourbon-Montpensier (1434-1561)
| Portrait | Nom (dates)                                 | Époux                                                                                   | Titres | Père | Armoiries |
| -------- | ------------------------------------------- | --------------------------------------------------------------------------------------- | --- | --- | --------- |
|          | Jeanne Ire d'Auvergne (1414-1436)           | - Louis Ier de Montpensier (mariage en 1426)                                            | - Dauphine d'Auvergne, comtesse de Sancerre et de Clermont, dame de Mercœur (de plein droit, 1426-1436) - Comtesse de Montpensier (1434-1436) | - Princesse de la Maison d'Auvergne. Fille de Béraud III d'Auvergne et de Jeanne de La Tour d'Auvergne. |           |
|          | Gabrielle de La Tour d'Auvergne (1420-1474) | - Louis Ier de Montpensier (mariage en 1443)                                            | - Dauphine d'Auvergne, comtesse de Sancerre, de Clermont et de Montpensier, dame de Mercœur (1443-1474) | - Princesse de la Maison de La Tour d'Auvergne. Fille de Bertrand V de La Tour d'Auvergne et de Jacquette du Peschin. - Mère de Gilbert de Montpensier et de Gabrielle de Bourbon.                                                                                 |           |
|          | Claire Gonzague (1464-1503)                 | - Gilbert de Montpensier (mariage en 1481)                                              | - Dauphine d'Auvergne, comtesse de Sancerre, de Clermont et de Montpensier, dame de Mercœur (1486-1496) | - Princesse de la Maison de Gonzague. Fille de Frédéric Ier de Mantoue et de Marguerite de Bavière. - Mère de Louise de Montpensier, de Louis II de Montpensier, de Charles III de Bourbon, de François de Bourbon-Montpensier et de Renée de Bourbon-Montpensier. |           |
|          | Suzanne de Bourbon (1491-1521)              | - Charles III de Bourbon (mariage en 1505)                                              | - Duchesse de Bourbon et d'Auvergne, princesse de Dombes, comtesse de Forez et de La Marche, vicomtesse de Carlat, baronne de Roannais et dame de Beaujeu (de plein droit, 1503-1521) - Dauphine d'Auvergne, comtesse de Sancerre, de Clermont et de Montpensier (1505-1521) | - Princesse de la Maison de Bourbon. Fille de Pierre II de Bourbon et d'Anne de France. |           |
|          | Louise de Montpensier (1482-1561)           | - André IV de Chauvigny (mariage en 1499) - Louis de La Roche-sur-Yon (mariage en 1504) | - Princesse de Déols et vicomtesse de Brosse (1499-1503) - Princesse de La Roche-sur-Yon (1504-1520) - Duchesse de Montpensier (de plein droit, 1539-1561) | - Princesse de la Première maison de Bourbon-Montpensier. Fille de Gilbert de Montpensier et de Claire Gonzague. - Mère de Louis III de Montpensier et de Charles de La Roche-sur-Yon.                                                                             |           |

## Seconde maison de Bourbon-Montpensier (1561-1627)
| Portrait | Nom (dates)                                | Époux                                                                             | Titres | Eléments biographiques | Armoiries |
| -------- | ------------------------------------------ | --------------------------------------------------------------------------------- | --- | --- | --------- |
|          | Jacqueline de Longwy (1520-1561)           | - Louis III de Montpensier (mariage en 1538)                                      | - Dauphine d'Auvergne et comtesse de Mortain (1538-1561) - Première dame d'honneur de Catherine de Médicis (1560-1561) - Dame de Beaujeu (1560-1561) - Duchesse de Montpensier, princesse de Dombes et comtesse de Bar-sur-Seine (1561) | - Princesse de la Maison de Longwy. Fille de Jean IV de Longwy et de Jeanne d'Angoulême. - Mère de Françoise de Bourbon-Montpensier, de François de Montpensier et de Charlotte de Montpensier.                                         |           |
|          | Catherine de Lorraine (1552-1596)          | - Louis III de Montpensier (mariage en 1570)                                      | - Duchesse de Montpensier, dauphine d'Auvergne, princesse de Dombes et de La Roche-sur-Yon, comtesse de Mortain et de Bar-sur-Seine, dame de Beaujeu (1570-1582) | - Princesse de la Maison de Guise. Fille de François de Guise et d'Anne d'Este. |           |
|          | Renée d'Anjou-Mézière (1550-1597)          | - François de Montpensier (mariage en 1566)                                       | - Marquise de Mézières et dame de Mareuil (1566-1597) - Comtesse (1566-1574) puis duchesse (1574-1597, de plein droit) de Saint-Fargeau - Duchesse de Montpensier, dauphine d'Auvergne, princesse de Dombes et de La Roche-sur-Yon, comtesse de Mortain et de Bar-sur-Seine, dame de Beaujeu (1582-1592) - Duchesse de Châtellerault (1583-1592)                                          | - Princesse de la Maison de Valois-Anjou. Fille de Nicolas d'Anjou et de Gabrielle de Mareuil. - Mère d'Henri de Montpensier. |           |
|          | Henriette-Catherine de Joyeuse (1585-1656) | - Henri de Montpensier (mariage en 1597) - Charles Ier de Guise (mariage en 1611) | - Duchesse de Montpensier, de Saint-Fargeau et de Châtellerault, dauphine d'Auvergne, princesse de Dombes et de La Roche-sur-Yon, marquise de Mézières, comtesse de Mortain et de Bar-sur-Seine, dame de Beaujeu et de Mareuil (1597-1608) - Duchesse de Joyeuse (de plein droit, 1608-1647) - Duchesse de Guise, princesse de Joinville, comtesse d'Eu et baronne de Lambesc (1611-1640) | - Princesse de la Maison de Joyeuse. Fille d'Henri de Joyeuse et de Catherine Nogaret de la Valette. - Mère de Marie de Bourbon-Montpensier, d'Henri II de Guise, de Marie de Guise, de Louis de Guise-Joyeuse et de Roger de Lorraine. |           |
|          | Marie de Bourbon-Montpensier (1605-1627)   | - Gaston de France (mariage en 1626)                                              | - Duchesse de Montpensier et de Châtellerault, princesse de Dombes et de La Roche-sur-Yon, dauphine d'Auvergne, comtesse de Mortain et de Bar-sur-Seine, baronne de Beaujolais (de plein droit, 1608-1627) - Duchesse d'Orléans, de Chartres et de Valois, comtesse de Blois (1626-1627)                                                                                                  | - Princesse de la Maison de Bourbon-Montpensier. Fille d’Henri de Montpensier et d'Henriette-Catherine de Joyeuse. - Mère d'Anne-Marie-Louise d'Orléans.                                                                                |           |

## Troisième maison d'Orléans (1627-1693)
| Portrait | Nom (dates)                             | Titres | Eléments biographiques                                                                                    | Armoiries |
| -------- | --------------------------------------- | --- | --- | --------- |
|          | Anne-Marie-Louise d'Orléans (1627-1693) | - Duchesse de Montpensier et de Châtellerault, princesse de La Roche-sur-Yon, dauphine d'Auvergne, comtesse de Mortain et de Bar-sur-Seine, baronne de Beaujolais (de plein droit, 1627-1693) - Marquise de Mézières (de plein droit, 1627-1661) - princesse de Dombes (de plein droit, 1627-1681) - Comtesse d'Eu (de plein droit, 1657-1693) - Princesse de Joinville (de plein droit, 1688-1693) | Princesse de la Troisième maison d'Orléans. Fille de Gaston de France et de Marie de Bourbon-Montpensier. |           |

## Quatrième maison d'Orléans (1693-1848)
| Portrait | Nom (dates)                                   | Époux                                        | Titres | Eléments biographiques | Armoiries |
| -------- | --------------------------------------------- | -------------------------------------------- | --- | --- | --------- |
|          | Élisabeth-Charlotte de Bavière (1652-1722)    | - Philippe d'Orléans (mariage en 1671)       | - Duchesse d'Orléans et de Valois (1671-1701) - Duchesse de Chartres (1671-1674) - Duchesse de Nemours (1672-1701) - Duchesse de Montpensier et princesse de Joinville (1693-1701) | - Princesse de la Maison de Wittelsbach. Fille de Charles Ier Louis du Palatinat et de Charlotte de Hesse-Cassel. - Mère d'Alexandre-Louis d’Orléans, de Philippe d'Orléans et d'Élisabeth-Charlotte d’Orléans. |           |
|          | Françoise-Marie de Bourbon (1677-1749)        | - Philippe d'Orléans (mariage en 1692)       | - Duchesse de Chartres (1692-1701) - Duchesse d'Orléans, de Valois, de Nemours et de Montpensier, princesse de Joinville (1701-1723)                                               | - Princesse de la Maison de Bourbon. Fille légitimée de Louis XIV de France et de Françoise de Rochechouart de Mortemart. - Mère de Marie-Louise-Élisabeth d'Orléans, d'Adélaïde d’Orléans, de Charlotte Aglaé d’Orléans, de Louis d'Orléans, de Louise-Élisabeth d’Orléans, de Philippine-Élisabeth d’Orléans et de Louise d’Orléans.     |           |
|          | Auguste de Bade-Bade (1704-1726)              | - Louis d'Orléans (mariage en 1724)          | - Duchesse d'Orléans, de Valois, de Nemours et de Montpensier, princesse de Joinville (1724-1726)                                                                                  | - Princesse de la Maison de Bade. Fille de Louis-Guillaume de Bade-Bade et de Françoise-Sibylle de Saxe-Lauenbourg. - Mère de Louis-Philippe d'Orléans. |           |
|          | Louise-Henriette de Bourbon-Conti (1726-1759) | - Louis-Philippe d'Orléans (mariage en 1743) | - Duchesse de Chartres (1743-1752) - Duchesse d'Orléans, de Valois, de Nemours et de Montpensier, princesse de Joinville (1752-1759)                                               | - Princesse de la Maison de Bourbon-Conti. Fille de Louis-Armand de Bourbon-Conti et de Louise-Élisabeth de Bourbon-Condé. - Mère de Louis-Philippe d'Orléans et de Bathilde d'Orléans. |           |
|          | Marie-Adélaïde de Bourbon (1753-1821)         | - Louis-Philippe d'Orléans (mariage en 1769) | - Duchesse de Chartres (1769-1785) - Duchesse d'Orléans, de Nemours et de Montpensier, princesse de Joinville (1785-1790)                                                          | - Princesse de la Maison de Bourbon. Fille de Louis-Jean-Marie de Bourbon et de Marie-Thérèse-Félicité d'Este. - Mère de Louis-Philippe Ier, d'Antoine d'Orléans, d'Adélaïde d'Orléans et de Louis-Charles d'Orléans. |           |
|          | Marie-Amélie de Bourbon-Siciles (1782-1866)   | - Louis-Philippe Ier (mariage en 1809)       | - Duchesse d'Orléans, de Valois, de Nemours et de Montpensier, princesse de Joinville (1814-1830) - Reine des Français (1830-1848)                                                 | - Princesse de la Maison de Bourbon-Siciles. Fille de Ferdinand Ier des Deux-Siciles et de Marie-Caroline d'Autriche. - Mère de Ferdinand-Philippe d'Orléans, de Louise d'Orléans, de Marie d'Orléans, de Louis d'Orléans, de Clémentine d'Orléans, de François d'Orléans, de Charles d'Orléans, d'Henri d'Orléans et d'Antoine d'Orléans. |           |
|          | Louise-Fernande d'Espagne (1832-1897)         | - Antoine d'Orléans (mariage en 1846)        | - Duchesse de Montpensier (1846-1890) - Duchesse de Galliera (1888-1890) | - Princesse de la Maison de Bourbon. Fille de Ferdinand VII d'Espagne et de Marie-Christine de Bourbon-Siciles. - Mère de Marie-Isabelle d’Orléans, de Marie-Christine d’Orléans, de Mercedes d’Orléans et d'Antoine d’Orléans. |           |

### Duchesses titulaires de Montpensier (1848-)
| Nom (dates)                                             | Époux                                   | Titres                                                                                     | Eléments biographiques | Armoiries |
| ------------------------------------------------------- | --------------------------------------- | ------------------------------------------------------------------------------------------ | --- | --------- |
| Maria Isabel González de Olañeta y Ibarreta (1897-1958) | - Ferdinand d'Orléans (mariage en 1921) | - Duchesse de Montpensier (1921-1924)                                                      | - Fille d'Ulpiano González de Olañeta y González de Ocampo et d'Isabel de Ibarreta y Uhagón. |           |
| Marie-Thérèse de Wurtemberg (1934-)                     | - Henri d'Orléans (mariage en 1957)     | - Comtesse de Clermont et dauphine de France (1957-1984) - Duchesse de Montpensier (1984-) | - Princesse de la Maison de Wurtemberg. Fille de Philippe Albert de Wurtemberg et de Rose-Marie de Habsbourg-Toscane. - Mère de Marie d'Orléans, de François d'Orléans, de Jean d'Orléans et d'Eudes d'Orléans. |           |